# Putinismo

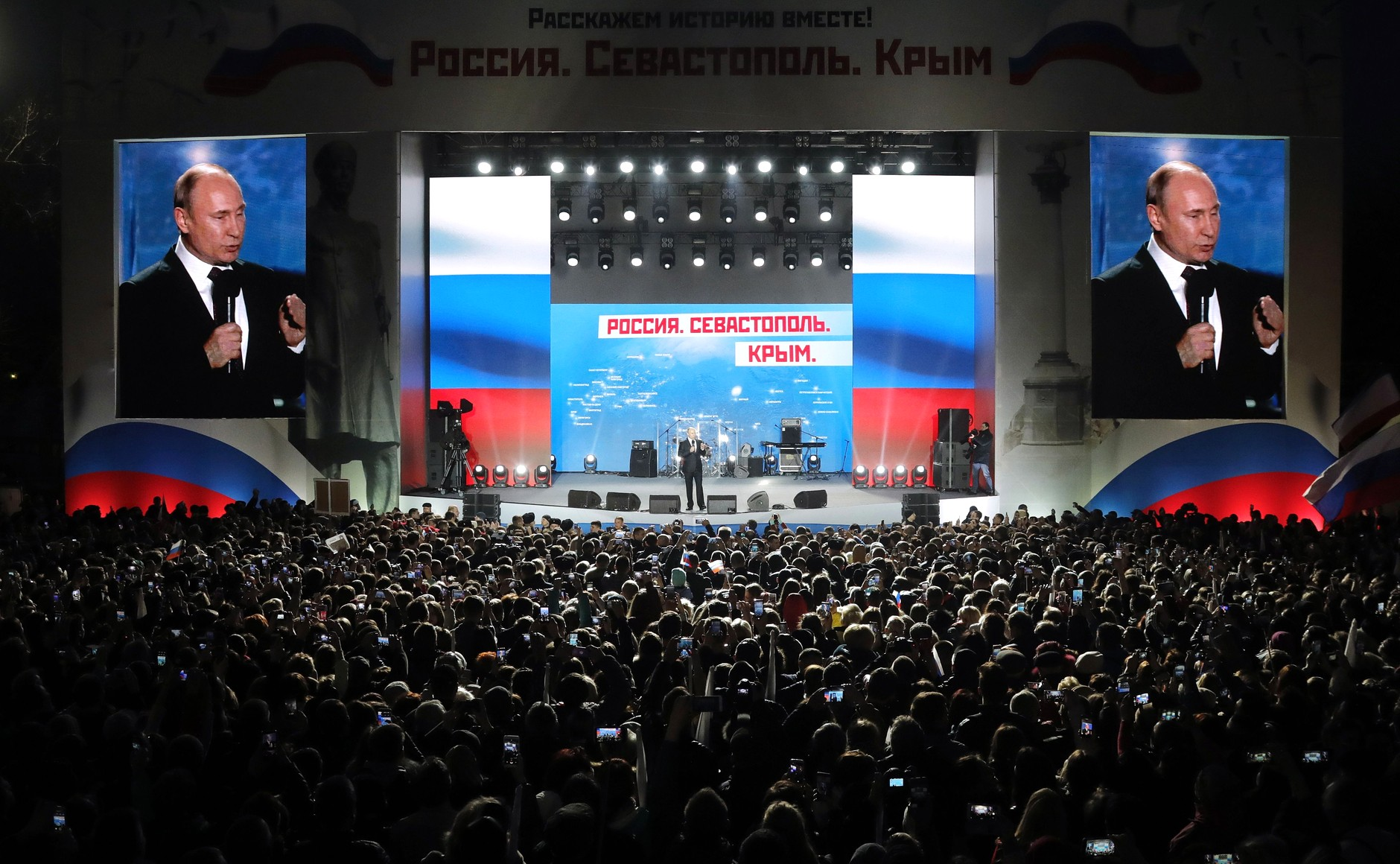
Putin en un mitin en Sebastopol antes de las elecciones presidenciales de 2018.

Putinismo es el sistema político de Rusia formado durante el liderazgo de Vladímir Putin. Se caracteriza por la concentración de poderes políticos y financieros en manos de los silovikí, provenientes de un total de 22 agencias gubernamentales encargadas de hacer cumplir la ley, la mayoría de ellos son FSB, Policía, Ejército y la Guardia Nacional de la Federación de Rusia. Según el columnista Arnold Beichman, «el putinismo en el siglo xxi se ha convertido en una consigna tan importante como lo fue el estalinismo».
La «toma de posesión chequista» del Estado y los activos económicos rusos fue realizada supuestamente por una camarilla de amigos y socios cercanos a Putin que gradualmente se convirtió en un grupo líder de oligarcas rusos y que «tomaron el control de los recursos financieros, de medios y administrativos del Estado ruso» y restringió las libertades democráticas y los derechos humanos. Según algunos estudiosos, Rusia se ha transformado en un estado «FSB». Putin mismo admitió que «no hay tal cosa como un hombre ex KGB» y tampoco hay «un grupo de colegas del FSB enviados a trabajar encubiertos en el Gobierno haya completado con éxito su primera misión».

## Descripción
Los sociólogos, economistas y politólogos enfatizan diferentes características del sistema.

### Características del putinismo destacadas por publicistas y periodistas
- Culto a la personalidad de Putin,[14] creando[15] a través de la glorificación en los medios de comunicación,[16] la imagen de un «héroe nacional».[17]
- Fuerte poder presidencial.[18] fortalecido incluso en comparación con los tiempos de Yeltsin.[19]
- Fuerte control estatal sobre la propiedad,[18]
- Elementos de nepotismo (cooperativa Ózero).
- Dependencia de los silovikí —personas de varias docenas de agencias de seguridad, muchas de las cuales trabajaron con Putin antes de llegar al poder—.
- Aplicación selectiva de la justicia,[20][21] aplicación subjetivamente selectiva de la ley —«todo es para los amigos, la ley es para los enemigos»—.[22]
- Relativamente liberal, pero carente de transparencia y políticas financieras y fiscales.[3]
- Modo «control manual»:[23][24][25] un gobierno técnico débil que no tiene ningún peso político, con el control real del país desde la administración presidencial.[23]
- Máximo secreto de poder y toma de decisiones tras bastidores.[23]
- La aversión de las autoridades a la libertad de expresar su opinión, censura.[26]
- Las relaciones estratégicas con el Santo Sínodo de la Iglesia ortodoxa rusa, dicen, los intereses de propiedad de la iglesia[27] y una política de promoción de la clericalización de la sociedad.[28]
- En el ámbito internacional, el putinismo se caracteriza por la nostalgia de la época soviética y un deseo de recuperar la situación cuando la Unión Soviética compitió en igualdad de condiciones imperialistas con Estados Unidos en materia de política internacional. La energía se utiliza como un instrumento de política internacional —la llamada «diplomacia de tubería»—.[29]

### Características del putinismo resaltadas por los científicos
M. Urnov y V. Kasamara establecieron entre los politólogos «signos directos de la desviación del sistema político actual de Rusia de los principios básicos de la política de competencia»:
- Centralización,[31] fuerte poder presidencial,[18] debilitamiento de la influencia política de las élites regionales y las grandes empresas.[30]
- Establecimiento de control estatal directo o indirecto sobre los principales canales de televisión del país, censura.[30][32]
- El uso cada vez mayor del «recurso administrativo» en las elecciones a nivel regional y federal.[30][32]
- La eliminación real del sistema de separación de poderes, el establecimiento de control sobre el sistema judicial;[30][32]
- Estilo de comportamiento político no público.[30][32]
- Monopolización del poder político en manos del presidente.[32]
- Prioridad de los intereses estatales sobre los intereses del individuo, restricción de los derechos de los ciudadanos,[32][33] represalias contra sociedad civil[33]
- Crear una imagen de una «fortaleza sitiada», equiparando las actividades de la oposición con hostilidad[32] y expulsándola del campo político.[34]
- Culto a la personalidad de Putin,[35] la encarnación de la sucesión estatal en él después de una lesión grave por la Disolución de la Unión Soviética.[34]
- Autoritarismo burocrático,[36] la presencia del partido gobernante se fusionó con el aparato burocrático.[32][36]
- Corporativismo estatal.[36][35]
- Fuerte control estatal sobre la propiedad.[18]
- Política exterior agresiva.[31]
- Centrarse en el orden y los valores conservadores.[34]
- Ideología de grandeza nacional.[34]
- Sentimiento antioccidental.[34][37]

### Estudios sociológicos
La investigación sociológica que reveló el fenómeno fue realizada en 2004 por Olga Kryshtanóvskaya, quien determinó que la porción de silovikí en la élite política rusa era del 25 %. En el «círculo interno» de Putin que constituye aproximadamente 20 personas, la cantidad de silovikí aumenta al 58 %, y se desvanece al 18-20 % en el parlamento y al 34 % en el Gobierno. Según Kryshtanóvskaya, no hubo captura del poder ya que la burocracia del Kremlin ha llamado a los silovikí para «reestablecer el orden». El proceso de llegada de los silovikí al poder supuestamente comenzó en 1996, en el segundo mandato de Borís Yeltsin. «No personalmente Yeltsin, pero toda la élite deseaba detener el proceso revolucionario y consolidar el poder». Cuando el silovik Vladímir Putin fue nombrado primer ministro en 1999, el proceso se vio impulsado. Según Olga, «Sí, Putin ha traído los silovikí con él. Pero eso no es suficiente para entender la situación. Aquí también hay un aspecto objetivo: toda la clase política deseaba que vinieran. Fueron llamados para el servicio... Había una necesidad de un brazo fuerte, capaz desde el punto de vista de la élite de establecer el orden en el país».
Kryshtanóvskaya también ha notado que había personas que habían trabajado en estructuras «afiliadas» a la KGB/FSB. Las estructuras generalmente consideradas como tales son el Ministerio de Relaciones Exteriores de la Unión Soviética, la Comisión de Comunicaciones Gubernamentales, Ministerio de Comercio Exterior, Agencia de prensa RIA Nóvosti y otros. «El trabajo en sí en tales agencias no implica contactos necesarios con servicios especiales, pero hace pensar en ello». Resumiendo el número de los silovikí oficiales y «afiliados», obtuvo un estimado del 77 % de ellos en el poder.

### Estado de inteligencia
Según el exgeneral de la Securitate Ion Mihai Pacepa, «en la Unión Soviética, la KGB era un Estado dentro de un Estado. Ahora los exoficiales de la KGB están dirigiendo el Estado. Tienen la custodia de las 6000 armas nucleares del país, confiadas a la KGB en la década de 1950, y ahora también gestionan la industria petrolera estratégica renacionalizada por Putin. El sucesor de la KGB, rebautizado FSB, todavía tiene el derecho de monitorear electrónicamente a la población, controlar grupos políticos, allanar casas y negocios, infiltrarse en el Gobierno federal, crear sus propias empresas fachada, investigar casos y administrar su propio sistema de prisiones. La Unión Soviética tenía un oficial de la KGB por cada 428 ciudadanos. La Rusia de Putin tiene un miembro del FSB por cada 297 ciudadanos».
«Bajo el presidente de la Federación de Rusia y exoficial de inteligencia de carrera Vladímir Putin, un «Estado del FSB» compuesto por chequistas se ha establecido y está consolidando su dominio sobre el país. Sus socios más cercanos son delincuentes organizados. En un mundo marcado por una economía globalizada e infraestructura de información, y con grupos terroristas transnacionales utilizando todos los medios disponibles para lograr sus objetivos y promover sus intereses, la colaboración del Servicio de Inteligencia Exterior con estos elementos es potencialmente desastrosa», dijo la politóloga Julie Anderson.
El exoficial de la KGB Konstantín Preobrazhenski comparte ideas similares. Cuando se le preguntó «¿Cuántas personas en Rusia trabajan en FSB?», Respondió: «Todo el país. FSB posee todo, incluso las Fuerzas Armadas de Rusia e incluso posee la Iglesia, la Iglesia ortodoxa de Rusia… Putin logró crear un nuevo sistema social en Rusia».Es de hecho, un nuevo zarismo enfrentado a Occidente.
«La Rusia de Vladímir Putin es un fenómeno nuevo en Europa: un Estado definido y dominado por antiguos y activos oficiales de seguridad e inteligencia. Ni siquiera la Italia fascista, la Alemania nazi, o la Unión Soviética estaban tan llenas de talento de inteligencia», dijo el experto en inteligencia Marc Gerecht.

### Estado-corporación
Algunos economistas consideran el sistema político en Rusia como una variedad de corporativismo. Según Andréi Illariónov, un exasesor de Vladímir Putin, este es un nuevo orden sociopolítico, «distinto de cualquier otro que se haya visto en nuestro país antes». Dijo que los miembros de la Corporación de Inteligencia, Colaboradores del Servicio se hicieron cargo de todo el cuerpo de poder del Estado, siguen un código de comportamiento similar a la omertá y «se les dan instrumentos que confieren poder adicional, "beneficios" de membresía, como el derecho a portar y usar armas». Según Illariónov, esta «Corporación ha confiscado agencias gubernamentales clave: el Servicio de Impuestos, Ministerio de Defensa, Ministerio de Relaciones Exteriores, Parlamento y los medios de comunicación controlados por el Gobierno, que ahora se utilizan para promover los intereses de los miembros. A través de estas agencias, todos los recursos importantes del país —seguridad, inteligencia, política, económica, informativa y financiera— están siendo monopolizados en las manos de los miembros de la Corporación».
Los miembros de la Corporación crearon una casta aislada. Un exgeneral de la KGB dijo que «un chequista es una raza... Una buena herencia de la KGB, un padre o abuelo, por ejemplo, que trabajó para el servicio, es muy valorada por el actual silovikí. Los matrimonios entre clanes de silovikí son también alentados».

### Estado burocrático de partido único
Los políticos rusos Borís Nemtsov y  Vladímir Kará-Murzá definieron el putinismo en Rusia como «un sistema de partido único, censura, un parlamento títere, la finalización de un poder judicial independiente, centralización firme del poder y las finanzas, y el papel hipertrofiado de los servicios especiales y burocracia, en particular en relación con los negocios».

### Gansterismo estatal
El analista político Andréi Piontkovsky considera el «putinismo» como «la etapa más alta y culminante del capitalismo de bandidos en Rusia». Él cree que «Rusia no es corrupta. Corrupción política es lo que sucede en todos los países cuando los hombres de negocios ofrecen grandes sobornos a los funcionarios por favores. La Rusia de hoy es única. Los hombres de negocios, los políticos y los burócratas son las mismas personas. Han privatizado La riqueza del país y el control de sus flujos financieros».
Tales opiniones también son compartidas por la politóloga Julie Anderson, quien dijo que la misma persona puede ser un oficial de inteligencia ruso, un criminal organizado y un hombre de negocios. También citó al exdirector de la CIA James Woolsey, quien dijo: «He estado particularmente preocupado durante algunos años, comenzando durante mi mandato, con la interpenetración del crimen organizado ruso, la inteligencia rusa y las fuerzas del orden rusas, y los negocios rusos. A menudo he ilustrado este punto con la siguiente hipótesis: Si tiene la oportunidad de entablar una conversación con un ruso articulado en habla inglesa en, digamos, el restaurante de uno de los hoteles de lujo a lo largo del lago de Ginebra, y él está usando un traje de 3000 dólares y un par de mocasines Gucci, y él le dice que él es un ejecutivo de una empresa comercial rusa y quiere hablar con usted sobre una empresa conjunta, entonces hay cuatro posibilidades. Él puede ser lo que dice que es. Puede ser un oficial de inteligencia ruso que trabaja bajo una cobertura comercial. Puede ser parte de un grupo ruso del crimen organizado. Pero la posibilidad realmente interesante es que él puede ser los tres y que ninguna de esas tres instituciones tiene ningún problema con el acuerdo».
Según el politólogo Glinski, «La idea de Rusia, Inc., o mejor, Rusia, Ltd. Se deriva de la marca rusa de anarquismo libertario que ve al Estado como otra pandilla armada privada que reclama derechos especiales sobre la base de su poder inusual». «Este es un estado concebido como un "bandido estacionario" que impone estabilidad al eliminar a los bandidos itinerantes de la era anterior», dijo.
En abril de 2006, la privatización efectiva de la esfera aduanera enfureció al propio Putin, donde empresarios y funcionarios «se fusionaron en éxtasis».

## Ideología
Algunos observadores discuten la ideología de la nueva élite política rusa. La politóloga Irina Pávlova dijo que el chequismo no es simplemente una corporación de personas unidas para expropiar activos financieros. Tienen objetivos políticos de larga data de transformar Moscú en la Tercera Roma y la ideología «de contener» a los Estados Unidos. El columnista George Will enfatizó la naturaleza nacionalista del putinismo. Dijo que «el putinismo se está convirtiendo en una mezcla tóxica de nacionalismo dirigido contra las naciones vecinas, y la envidia populista, respaldada por los ataques del poder estatal, dirigidos contra la riqueza privada. El putinismo es un nacionalsocialismo sin el elemento demoníaco de su pionero...». Según Illariónov, «la ideología de chequistas es nashismo [«nuestro-ismo], la aplicación selectiva de derechos».

## Lectura adicional
- Wikcionario  tiene definiciones y otra información sobre  Putinismo.

- La militocracia de Putin por Olga Kryshtanóvskaya y Stephen White
- Rusia bajo Putin. La creación de un estado neo-KGB., The Economist, 23 de agosto de 2007
- gobierno de Rusia. La gente de Putin, The Economist, 23 de agosto de 2007
- El poder de los chequistas es increíblemente estable por Olga Kryshtanóvskaya
- La toma de posesión chequista del estado ruso, Anderson, Julie (2006), International Journal of Intelligence and Counter-Intelligence, 19: 2, 237 - 288.
- La ofensiva HUMINT del estado chequista de Putin Anderson, Julie (2007), International Journal of Intelligence and Counter-Intelligence, 20: 2, 258 - 316
- Rusia: Muerte y resurrección de la KGB Por J. Michael Waller, Demokratizatsiya: The Journal of Post-Soviet Democratization
- ¿Un estado de inteligencia rebelde? Por qué Europa y América no pueden ignorar a Rusia Archivado el 14 de septiembre de 2007 en Wayback Machine. Por Reuel Marc Gerecht

- Datos: Q1207817
- Multimedia: Putinism / Q1207817